# Alnus glutipes
Alnus glutipes är en björkväxtart som först beskrevs av Alexander Viktorovich Jarmolenko och Czerpek, och fick sitt nu gällande namn av Vladimir Nikolaevich Voroschilov. Alnus glutipes ingår i släktet alar, och familjen björkväxter. Inga underarter finns listade.